# Inspektionen för socialförsäkringen
Inspektionen för socialförsäkringen (ISF) är en svensk statlig förvaltningsmyndighet, som inrättades den 1 juli 2009. Myndigheten, som sorterar under Socialdepartementet, har till uppgift att genom systemtillsyn och effektivitetsgranskning värna rättssäkerheten och effektiviteten inom socialförsäkringsområdet.
Den 22 januari 2018 meddelade regeringen att myndigheten omlokaliseras från Stockholm till Göteborg. Omlokaliseringen var helt genomförd 1 augusti 2019.

## Generaldirektörer
- 2009–2015: Per Molander[4]
- 2016–2018: Maria Hemström-Hemmingsson[5]
- 2018–2019: Catarina Eklundh Ahlgren (tillförordnad)
- 2019–2020: Marie Seijboldt (tillförordnad augusti 2019–april 2020)
- 2020: Ola Leijon (tillförordnad april–juni 2020)
- 2020–2025: Eva-Lo Ighe